# Стружани
Стружани (хорв. Stružani) — населений пункт у Хорватії, в Бродсько-Посавській жупанії у складі громади Оприсавці.

## Населення
Населення за даними перепису 2011 року становило 169 осіб.
Динаміка чисельності населення поселення:

## Клімат
Середня річна температура становить 11,11 °C, середня максимальна – 25,65 °C, а середня мінімальна – -6,22 °C. Середня річна кількість опадів – 740 мм.
| Клімат поселення                              | Клімат поселення | Клімат поселення | Клімат поселення | Клімат поселення | Клімат поселення | Клімат поселення | Клімат поселення | Клімат поселення | Клімат поселення | Клімат поселення | Клімат поселення | Клімат поселення | Клімат поселення |
| Показник                                      | Січ.             | Лют.             | Бер.             | Квіт.            | Трав.            | Черв.            | Лип.             | Серп.            | Вер.             | Жовт.            | Лист.            | Груд.            |                  |
| Середній максимум, °C                         | 5,98             | 8,35             | 12,93            | 17,52            | 22,53            | 25,65            | 25,60            | 24,99            | 20,96            | 15,57            | 9,73             | 5,69             |                  |
| Середня температура, °C                       | −0,1             | 2,22             | 6,82             | 11,44            | 16,44            | 19,55            | 21,34            | 20,74            | 16,72            | 11,30            | 5,49             | 1,40             |                  |
| Середній мінімум, °C                          | −6,22            | −3,86            | 0,73             | 5,33             | 10,34            | 13,46            | 17,06            | 16,45            | 12,43            | 7,05             | 1,19             | −2,84            |                  |
| Норма опадів, мм                              | 47               | 46               | 44               | 57               | 68               | 95               | 68               | 62               | 53               | 66               | 74               | 60               |                  |
| Середньомісячна швидкість вітру, м/с          | 1.90             | 2.12             | 2.44             | 2.36             | 2.10             | 1.97             | 1.90             | 1.78             | 1.70             | 1.80             | 1.88             | 1.91             |                  |
| Середньомісячна сонячна радіація, кДж/м²·день | 4349             | 7024             | 10982            | 15325            | 19205            | 21251            | 22179            | 20478            | 15018            | 9378             | 4906             | 3620             |                  |
| --------------------------------------------- | ---------------- | ---------------- | ---------------- | ---------------- | ---------------- | ---------------- | ---------------- | ---------------- | ---------------- | ---------------- | ---------------- | ---------------- | ---------------- |
| Джерело:                                      |                  |                  |                  |                  |                  |                  |                  |                  |                  |                  |                  |                  |                  |